# کفر کیلا
کفر کیلا (به عربی: کفر کیلا) یک روستا در سوریه است که در ناحیه کفر تخاریم واقع شده‌است. کفر کیلا ۲٬۰۳۷ نفر جمعیت دارد.